# Mydaea kongdinga
Mydaea kongdinga este o specie de muște din genul Mydaea, familia Muscidae, descrisă de Xue și Feng în anul 1992. Conform Catalogue of Life specia Mydaea kongdinga nu are subspecii cunoscute.